# S-66 (1893)
S-66 — миноносец, состоявший на вооружении Военно-морского флота Германии на рубеже XIX/XX веков. Всего был построен один миноносец (по программе 1892 года).

## Энергетическая установка
На кораблях типа в качестве ГЭУ была установлена трёхцилиндровая паровая машина (тройного расширения) мощностью 1610 л. с., состоящая из 2 локомотивных котлов. Максимальные запасы топлива на миноносцах типа составляли 36 тонн угля.

## Вооружение
Миноносец вооружался 1х1 50-мм орудием. Его торпедное вооружение состояло из 3х1 450-мм торпедных аппаратов.

## Служба
Миноносец S-66 был заложен в 1892 году, спущен на воду 27 апреля 1893 года, построен 30 июля 1893 года. 4 сентября 1914 года миноносец был переименован в Т-66 и далее использовался
как тральщик. Погиб 18 октября 1917 года в 9 часов 30 минут в Рижском заливе (58°18’N, 23°13’0) в результате подрыва на мине. Погибло 17 человек команды.